# Campeonato Mundial de Ciclismo en Pista de 2022
El CXIX Campeonato Mundial de Ciclismo en Pista se celebró en Saint-Quentin-en-Yvelines (Francia) entre el 12 y el 16 de octubre de 2022 bajo la organización de la Unión Ciclista Internacional (UCI) y la Federación Francesa de Ciclismo.
Las competiciones se realizaron en el Velódromo Nacional de la localidad francesa. Fueron disputadas 22 pruebas, 11 masculinas y 11 femeninas.

## Medallistas

### Masculino
| Evento                          | Oro                                                                               | Plata                                                                                                | Bronce                                                                                    |
| ------------------------------- | --------------------------------------------------------------------------------- | --- | ----------------------------------------------------------------------------------------- |
| Velocidad individual (16.10)    | Harrie Lavreysen · Países Bajos                                                   | Matthew Richardson Australia                                                                         | Matthew Glaetzer Australia                                                                |
| Velocidad por equipos (12.10)   | Australia Leigh Hoffman Matthew Richardson Matthew Glaetzer Thomas Cornish 41,600 | Países Bajos · Roy van den Berg · Harrie Lavreysen · Jeffrey Hoogland · 41,643                       | Reino Unido Alistair Fielding Hamish Turnbull Jack Carlin 42,844                          |
| Persecución individual (14.10)  | Filippo Ganna · Italia · 3:59,636 RM                                              | Jonathan Milan · Italia · 4:03,790                                                                   | Ivo Oliveira Portugal 4:08,738                                                            |
| Persecución por equipos (13.10) | Reino Unido Ethan Hayter Oliver Wood Ethan Vernon Daniel Bigham 3:45,829          | Italia · Simone Consonni · Filippo Ganna · Jonathan Milan · Manlio Moro · Francesco Lamon · 3:46,033 | Dinamarca Tobias Hansen Carl-Frederik Bévort Lasse Norman Hansen Rasmus Pedersen 3:46,721 |
| 1 km contrarreloj (14.10)       | Jeffrey Hoogland · Países Bajos · 58:106                                          | Melvin Landerneau Francia 59:568                                                                     | Alejandro Martínez Chorro · España · 59:871                                               |
| Carrera por puntos (14.10)      | Yoeri Havik · Países Bajos · 76 pts.                                              | Roger Kluge · Alemania · 67 pts.                                                                     | Fabio Van den Bossche · Bélgica · 64 pts.                                                 |
| Scratch (13.10)                 | Dylan Bibic · Canadá                                                              | Kazushige Kuboki Japón                                                                               | Roy Eefting · Países Bajos                                                                |
| Keirin (13.10)                  | Harrie Lavreysen · Países Bajos                                                   | Jeffrey Hoogland · Países Bajos                                                                      | Kevin Quintero · Colombia                                                                 |
| Madison (16.10)                 | Donavan Grondin Benjamin Thomas Francia 65 pts.                                   | Ethan Hayter Oliver Wood Reino Unido 47 pts.                                                         | Fabio Van den Bossche · Lindsay De Vylder · Bélgica · 43 pts.                             |
| Eliminación (16.10)             | Elia Viviani · Italia                                                             | Corbin Strong Nueva Zelanda                                                                          | Ethan Vernon Reino Unido                                                                  |
| Ómnium (15.10)                  | Ethan Hayter Reino Unido 147 pts.                                                 | Benjamin Thomas Francia 127 pts.                                                                     | Aaron Gate Nueva Zelanda 118 pts.                                                         |

### Femenino
| Evento                          | Oro | Plata                                                                                 | Bronce                                                                         |
| ------------------------------- | --- | ------------------------------------------------------------------------------------- | ------------------------------------------------------------------------------ |
| Velocidad individual (14.10)    | Mathilde Gros Francia                                                                                      | Lea Friedrich · Alemania                                                              | Emma Hinze · Alemania                                                          |
| Velocidad por equipos (12.10)   | Alemania · Pauline Grabosch · Emma Hinze · Lea Friedrich · 45,967                                          | China Bao Shanju Guo Yufang Yuan Liying 46,631                                        | Reino Unido Lauren Bell Sophie Capewell Emma Finucane 46,596                   |
| Persecución individual (15.10)  | Franziska Brauße · Alemania · 3:19,427                                                                     | Bryony Botha Nueva Zelanda 3:19,869                                                   | Josie Knight Reino Unido 3:21,459                                              |
| Persecución por equipos (13.10) | Italia · Elisa Balsamo · Martina Alzini · Chiara Consonni · Vittoria Guazzini · Martina Fidanza · 4:09,760 | Reino Unido Neah Evans Katie Archibald Josie Knight Anna Morris Megan Barker 4:11,369 | Francia Marion Borras Clara Copponi Valentine Fortin Victoire Berteau 4:10,744 |
| 500 m contrarreloj (15.10)      | Taky Kouamé Francia 32,835                                                                                 | Emma Hinze · Alemania · 33,051                                                        | Guo Yufang China 33,214                                                        |
| Carrera por puntos (16.10)      | Neah Evans Reino Unido 60 pts.                                                                             | Julie Leth Dinamarca 53 pts.                                                          | Jennifer Valente Estados Unidos 51 pts.                                        |
| Scratch (12.10)                 | Martina Fidanza · Italia                                                                                   | Maike van der Duin · Países Bajos                                                     | Jessica Roberts Reino Unido                                                    |
| Keirin (16.10)                  | Lea Friedrich · Alemania                                                                                   | Mina Sato Japón                                                                       | Steffie van der Peet · Países Bajos                                            |
| Madison (15.10)                 | Shari Bossuyt · Lotte Kopecky · Bélgica · 32 pts.                                                          | Clara Copponi Valentine Fortin Francia 31 pts.                                        | Amalie Dideriksen Julie Leth Dinamarca 23 pts.                                 |
| Eliminación (13.10)             | Lotte Kopecky · Bélgica                                                                                    | Rachele Barbieri · Italia                                                             | Jennifer Valente Estados Unidos                                                |
| Ómnium (14.10)                  | Jennifer Valente Estados Unidos 118 pts.                                                                   | Maike van der Duin · Países Bajos · 109 pts.                                          | Maria Martins Portugal 99 pts.                                                 |

## Medallero
| Núm. | País           | Oro | Plata | Bronce | Total |
| ---- | -------------- | --- | ----- | ------ | ----- |
| 1    | Países Bajos   | 4   | 4     | 2      | 10    |
| 2    | Italia         | 4   | 3     | 0      | 7     |
| 3    | Alemania       | 3   | 3     | 1      | 7     |
| 3    | Francia        | 3   | 3     | 1      | 7     |
| 5    | Reino Unido    | 3   | 2     | 5      | 10    |
| 6    | Bélgica        | 2   | 0     | 2      | 4     |
| 7    | Australia      | 1   | 1     | 1      | 3     |
| 8    | Estados Unidos | 1   | 0     | 2      | 3     |
| 9    | Canadá         | 1   | 0     | 0      | 1     |
| 10   | Nueva Zelanda  | 0   | 2     | 1      | 3     |
| 11   | Japón          | 0   | 2     | 0      | 2     |
| 12   | Dinamarca      | 0   | 1     | 2      | 3     |
| 13   | China          | 0   | 1     | 1      | 2     |
| 14   | Portugal       | 0   | 0     | 2      | 2     |
| 15   | Colombia       | 0   | 0     | 1      | 1     |
| 15   | España         | 0   | 0     | 1      | 1     |
|      | TOTAL          | 22  | 22    | 22     | 66    |